# Chafika Bensaoula
Chafika Bensaoula (arabisch شفيقة بن صاولة, DMG Šafīqa Bin Ṣāwula) ist eine algerische Juristin und Dozentin. Von 2017 bis 2023 ist sie Richterin am Afrikanischen Gerichtshof für Menschenrechte und die Rechte der Völker (ACHPR) der Afrikanischen Union (AU).

## Beruf
Bensaoula hatte verschiedene Positionen an Gerichten und in der Verwaltung inne. Unter anderem war sie Richterin am algerischen Appellationsgericht. Gegenwärtig ist sie Dozentin für öffentliches Recht. 
Bensaoula wurde im Januar 2017 für eine sechsjährige Amtszeit als Richterin am Afrikanischen Gerichtshof für Menschenrechte und die Rechte der Völker in Arusha, Tansania gewählt.
Bensaoula spricht Arabisch, Französisch und Englisch.